# Hariota rugulosa
Hariota rugulosa là một loài thực vật có hoa trong họ Cactaceae. Loài này được (Lem.) Kuntze mô tả khoa học đầu tiên năm 1891.